# Список национальных парков Аляски
На сегодняшний день список национальных парков Аляски состоит из восьми охраняемых территорий. Система парков и резерватов Клуэйн, Рангел-Сент-Элайас, Глейшер-Бей и Татшеншини-Алсек, в которую входят 2 из этих парков (Рангел-Сент-Элайас и Глейшер-Бей), является объектом всемирного наследия ЮНЕСКО.
Первым национальным парком Аляски стал в 1917 году заповедник Денали. Остальным паркам статус был присвоен в 1980 и 1990 годах.

## Национальные парки
| Название                           | Оригинальное название                | Площадь, км² | Посещаемость, чел. | Год получения статуса | Изображение |
| ---------------------------------- | ------------------------------------ | ------------ | ------------------ | --------------------- | ----------- |
| НП и заповедник Гейтс-оф-те-Арктик | Gates of the Arctic NP and Preserve  | 34 287       | 9 982 (2006)       | 1990                  |             |
| НП и заповедник Рангел-Сент-Элайас | Wrangell — St. Elias NP and Preserve | 53 321       | 61 085 (2007)      | 1980                  |             |
| НП и заповедник Глейшер-Бей        | Glacier Bay NP and Preserve          | 13 287       | 413 382 (2006)     | 1980                  |             |
| НП и заповедник Денали             | Denali NP and Preserve               | 24 585       | 1 178 745 (2005)   | 1917                  |             |
| НП и заповедник Катмай             | Katmai NP and Preserve               | 19 122       | 68 630 (2006)      | 1980                  |             |
| НП Кенай-Фьордс                    | Kenai Fjords NP                      | 2 833        | 251 630 (2006)     | 1980                  |             |
| НП Кобук-Валли                     | Kobuk Valley NP                      | 6 767,5      | 3 005 (2006)       | 1980                  |             |
| НП и заповедник Лейк-Кларк         | Lake Clark NP and Preserve           | 16 308       | 5 320 (2006)       | 1980                  |             |